# Macrospinosa cuja
Macrospinosa cuja és una espècie de peix de la família dels esciènids i de l'ordre dels perciformes.

## Morfologia
- Els mascles poden assolir 152 cm de longitud total.[4][5]

## Hàbitat
És un peix de clima tropical i bentopelàgic.

## Distribució geogràfica
Es troba a Bangladesh i l'estuari del riu Ganges.

## Observacions
És inofensiu per als humans.